# Serjania racemosa
Serjania racemosa är en kinesträdsväxtart som beskrevs av Julius Heinrich Karl Schumann. Serjania racemosa ingår i släktet Serjania och familjen kinesträdsväxter. Inga underarter finns listade i Catalogue of Life.